# مزداکتی
مزداکتی، روستایی است از توابع بخش بابل‌کنار شهرستان بابل در استان مازندران ایران.این روستا زادگاه سردار شهید حسین مهدی زاده یکی از فرماندهان ارشد هشت سال دفاع مقدس میباشد. این روستا دارای تپه تاریخی بنام شهرکتی میباشد.

## جمعیت
این روستا در دهستان بابل‌کنار قرار دارد و براساس سرشماری مرکز آمار ایران در سال ۱۳۸۵، جمعیت آن ۳۷۲ نفر (۸۵خانوار) بوده‌است.